# Silent Hill: The Short Message
Silent Hill: The Short Message (укр. Мовчазний пагорб: Коротке послання) — відеогра у жанрі survival horror, розроблена HexaDrive й видана Konami 31 січня 2024 року ексклюзивно для PlayStation 5.
Історія розповідає про дівчину на ім'я Аніта, яка отримує дивні текстові повідомлення від своєї покійної подруги Майї, яка покінчила життя самогубством, і повинна шукати підказки в покинутому будинку в Німеччині, час від часу рятуючись від монстра, вкритого пелюстками вишневого цвіту, який переслідує її в певні моменти і від якого не можна відбитися. Гра ведеться від першої особи без бойових дій. Основними темами гри є булінг, вплив соціальних мереж та самогубство.
Silent Hill: The Short Message отримала змішані відгуки; в той час як одні критики хвалили її візуальні ефекти, атмосферу і тематику, інші критикували її геймплей, наратив, діалоги і послідовності переслідувань.

## Сюжет
Silent Hill: The Short Message відбувається у вигаданому економічно депресивному містечку Кеттенштадт, Німеччина, замість однойменного міста Сайлент-Гілл. Дія гри повністю відбувається в покинутому житловому комплексі під назвою «Вілла», відомій точці для графіті та сумнозвісному місці самогубств серед неповнолітніх дівчаток.
Дівчина на ім'я Аніта отримує повідомлення від своєї подруги Майї, відомої в інтернеті графіті-художниці, відомої як C.B. (Cherry Blossoms / Вишневий Цвіт), про зустріч на віллі, і, прийшовши туди, вона знаходить сліди робіт Майї по всій будівлі. Під час пошуків у неї з'являються спогади про травлю в інтернеті, якої вона зазнала, намагаючись стати такою ж відомою, як Майя. Протягом гри вона також помічає, що її переслідує монстр, який повністю вкритий квітучими вишнями. Незважаючи на спроби зв'язатися з Майєю за допомогою телефону, вона не отримує жодної відповіді.
Зрештою, їй телефонує інша подруга, Амелі, і нагадує, що Майя вже мертва - вона стрибнула з даху вілли якийсь час тому. Аніта шокована, як вона могла забути щось таке важливе, і дивується, хто пише їй від імені Майї. Згодом вона опиняється на даху і знаходить останню роботу Майї. Все ще заздрячи кількості підписників Майї, Аніта вирішує стрибнути з даху, щоб стати такою ж, як вона.
Однак замість того, щоб померти, вона прокидається на віллі, де почала свій шлях. Майя надсилає Аніті повідомлення, в якому каже, що жодна з них не може піти, доки Аніта не знайде «це». Аніта змушена знову досліджувати віллу, яка тепер перебуває у ще більш запущеному стані, а роботи Майї понівечені вандалами. Певний час вона переживає спогади про знущання над Майєю в школі, перш ніж знову опиняється на віллі. Аніта знаходить картину Майї, яку ніколи раніше не бачила, із зображенням Амелі, і згадує, що Майя завжди була набагато ближчою до Амелі, ніж до неї, і що Майя завжди ігнорувала її. Продовжуючи мандрівку, Аніта опиняється у шкільній бібліотеці, де дізнається про те, що Кеттенштадт нібито був проклятий японською відьмою після її смерті.
Потім вона знаходить лист, написаний Майєю, в якому вона благає Амелі про допомогу, а потім згадує, що навмисно приховувала цей лист від Амелі через ревнощі до близької дружби Майї з нею, яка, як вона тепер вважає, і призвела до самогубства Майї. Її шлях зрештою приводить її назад на дах, де вона визнає свою провину за смерть Майї Амелі по телефону, перш ніж стрибнути з даху вдруге.
Аніта знову прокидається на віллі. Знову досліджуючи будівлю, Аніта опиняється у своєму старому родинному будинку і згадує, як її мати зневажала і принижувала її та її молодшого брата, замикаючи їх у шафі. Зрештою, це призвело до того, що брат Аніти помер взаперті, а її мати намагалася заховати його тіло в холодильнику, перш ніж Аніта втекла і повідомила про неї поліції. Аніта також дізнається, що Майя планувала намалювати її на картині, а це означає, що Майя не ігнорувала її. Монстр востаннє переслідує Аніту, перш ніж вона знову опиняється на даху і знову вибачається перед Амелі за те, що не усвідомлювала, як сильно вони з Майєю цінували їхню дружбу. Аніта хоче стрибнути з даху, але зупиняється в останню мить, коли туман навколо вілли розсіюється, повертаючи Аніту до реальності.
Через певний час Амелі опублікувала пост у соціальній мережі, в якому повідомила, що вони з Анітою поїхали з Кеттенштадта до коледжу, щоб почати нове життя.

## Сприйняття
| Видання                 | Оцінка |
| ----------------------- | ------ |
| Computer Games Magazine | 4.5/10 |
| GameSpot                | 3/10   |
| GamesRadar+             | 3/5    |

Silent Hill: The Short Message отримала «змішані або середні» відгуки від критиків, згідно з рейтингом агрегатора рецензій Metacritic, і «слабку» оцінку від агрегатора OpenCritic.
У статті для IGN Кодзі Фукуяма та Деніел Робсон високо оцінили «вдале використання тем... для створення відчуття справжнього страху», характеризуючи гру як сучасну та потужну ітерацію франшизи Silent Hill. Водночас, Марк Ділейні з GameSpot назвав гру «поганою карикатурою на Silent Hill», розкритикувавши її послідовність переслідувань «методом проб і помилок» та «прямолінійний» сюжет і діалоги. Вілла Роу з Kotaku визнала гру «надмірно графічною», а її теми «неглибокими і незграбними», зазначивши, що кінцівка гри є занадто передбачуваною. В огляді для Polygon Карлі Велоккі порівняв багато аспектів гри з попередніми іграми серії Silent Hill, такими як P.T. і Silent Hill: Downpour, і знайшла відсилки до серії в цілому «вкрай невловимими», а представлення в грі теми самогубства назвала «межею безглуздості», зауваживши, що сценарій «не розкриває Аніту більше, ніж її психічну хворобу». Втім, зрештою, вона дійшла висновку, що гра має свої переваги, такі як «деякі унікальні образи, які змушують мене відчувати себе оптимістично щодо майбутнього серії».